# تجويف الحنجرة
تجويف الحنجرة (بالإنجليزية: laryngeal cavity)‏ هو ذلك التجويف الذي يبدأ من مدخل الحنجرة نزولاً إلى الحافة السفلية للغضروف الحلقي (بالإنجليزية: Cricoid cartilage)‏ حيث يستمر مع تجويف القصبة الهوائية. بروز الأحبال الصوتية يُقسِّم تجويف الحنجرة إلى جزئين، بينهما فتحة ضيقة مثلثية الشكل هي فتحة المزمار.

## الوصف
يوجد بداخل تجويف الحنجرة ما يلي: 
- أعلى: دهليز الحنجرة (بالإنجليزية: Laryngeal vestibule)‏، ويوجد فوق الأحبال الصوتية، وهو جزء واسع ومثلث الشكل؛ قاعدته (أو جداره الأمامي) يبرزان إلى الجهة الأمامية.
- منتصف: عند منتصف تجويف الحنجرة يوجد البروز الخلفي لحديبة لسان المزمار.
- أسفل: تجويف تحت المزمار (بالإنجليزية: Infraglottic cavity)‏ هو ذلك الجزء الموجود أسفل الأحبال الصوتية، وبدايته تكون على شكل إهليلجي (قطع ناقص)، ثم يزداد اتساعاً نزولاً إلى الأسفل متخذاً شكلاً دائرياً، ويستمر مع أنبوب القصبة الهوائية.
- يوجد بتجويف الحنجرة الطيات الدهليزية (بالإنجليزية: Vestibular folds)‏.
- توجد البطينات الحنجرية (بالإنجليزية: Laryngeal ventricle)‏ بين الطيات الدهليزية و الأحبال الصوتية.

## روابط خارجية
- Pharynx and Larynx البلعوم والحنجرة
- وصف للممرات الهوائية.
- Learn more about Laryngeal Cavity - ScienceDirect
- Cavity of larynx - slideshare.net.